# Ihor Anatolijovics Szkibjuk
Ihor Anatolijovics Szkibjuk (cirill betűkkel: Ігор Анатолійович Скибюк; Konotop, 1976. október 10.) ukrán katonatiszt, 2024-től az Ukrán Fegyveres Erők Légideszant Csapatainak parancsnoka, 2024-től vezérőrnagy.

## Életzrajza
A szárazföldi erők odesszai katonai főiskoláján tanult, majd elvégezte a kijevi Nemzeti Védelmi Egyetemet. Katonai pályafutását 1998-ban kezdte szakaszparancsnokként a lvivi 80. önálló légideszant dandárnál, majd egyre magasabb beosztásokat töltött be. 2022-től dandárparancsnok volt.
Részt vett az Ukrán Fegyveres Erők Egyesített erőinek 2014-ben kezdődött terroristaellenes műveletében (ATO) Kelet-Ukrajnában. Az Ukrajna elleni orosz invázió során a 80. légideszant dandár parancsnokaként több csatában vett részt. A dandár élén részese volt a Harkivi terület megszállt részeinek (Izjum, Kupjanszk) felszabadításának 2022 őszén. Az ottani katonai eredményeiért 2022. október 14-n megkapt az Ukrajna hőse kitüntetést.
2023-ban a Légideszant Csapatok vezérkari főnökének és parancsnok-helyettesének nevezték ki, majd 2024. február 11-én a légideszant csapatok parancsnoka lett, ezen a poszton Makszim Mirhorodszkijt váltotta. 2023. augusztus 24-n dandártábornokká, 2024. december 5-n vezérőrnaggyá léptették elő.

## Kitüntetései
- Ukrajna hőse (2023)
- Bohdan Hmelnickij érdemrend 2. fokozata (2022)[6]
- Bohdan Hmelnickij érdemrend 3. fokozata (2022)[7]